# Келнски манихејски кодекс
Келнски манихејски кодекс или Келнски кодекс Мани (лат. Codex Manichaicus Coloniensis, P. Colon. Inv. Nr. 4780) је пергаментни кодекс откривен у близини једног од најважнијих центара манихејства – египатског града Асјута (древни Ликопољ), а који садржи на 192 странице грчког текста почетка биографије пророка Манија, оснивача манихејства, као и текстове списа самог пророка. Кодекс се састоји од осам свеска, од којих се свака састоји од шест листова пресавијених на пола. 

## Истраживање текста
Рукопис је постао познат преко трговаца антиквитетима у Каиру. Купљена је за „Институт за науку античког света“ Универзитета у Келну 1969. године, где су два универзитетска научника, Алберт Хенрихс и Лудвиг Кенен, објавили први извештај (1970) и прво издање овог древног рукописа, отуда познатог као Келнски манихејски кодекс, који су објавили у четири чланка у часопису Журнал оф Папирологи анд Епиграпхи (1975–1982).
Предложене су многе ревизије и додатна читања током наредне деценије, и установљено је да се неки од мањих фрагмената повезаних са рукописом могу успешно уградити у текст. Прву деценију транскрипције, превода и тумачења Манијевог кодекса сажео је А. Хајнрихс у чланку „Преиспитано Келнски Мани кодекс” (1979). Дипломатска фотографска публикација објављена је 1985. године. Друго критичко издање са немачким преводом објављено је 1988. године.
Текст, који носи двосмислен наслов „О пореклу његовог тела” („О његовом физичком рођењу”), говори о Манијевом познанству са јудео-хришћанском баптистичком сектом „перача”, чији су родитељи били присталице ове секте, и у којој је провео 24 године свог живота. Нејасно је да ли је ово била секта Елхасаита или Сабијанаца.
Учење Манија било му је откривено преко његовог духовног сапутника и небеског близанца. Грчки текст има трагове који показују да је преведен са источно арамејског или оригинала на старо сиријском језику. Логос самог Манија се стално цитира. Да је реч о компилацији из ранијих текстова, наговештавају имена, очигледно наставака, која се појављују на челу сваког одељка текста. Кодекс садржи низ цитата из фрагментарно сачуваног Живог Јеванђеља. Смагина Е. Б., ослањајући се на низ карактеристика текста, посебно на синтаксичку структуру оригиналног наслова Законика и поглавља „О распећу“ коптских „Манихејских омилија“, опрезно је сугерисао да Законик и поменуто поглавље омилија су два дела једне књиге.
Књига је датована, према палеографским подацима, у крај 4. - почетак 5. века или 6. век. У међувремену, Б. Л. Фонкич, ослањајући се на карактеристике писања кодекса, предлаже датовање у оквиру друге половине 8. – почетка 9. века, а сам рукопис приписује кругу споменика које су писали тзв. Палестински дукт византијског унцијала, врста писања из друге половине 8. – прве половине и средине 9. века. Касно датирање, према Б. Л. Фокичу, омогућава нам да уведемо рукопис у круг књижевности павликијана – „други талас“ манихејства.